# 게이 아이콘

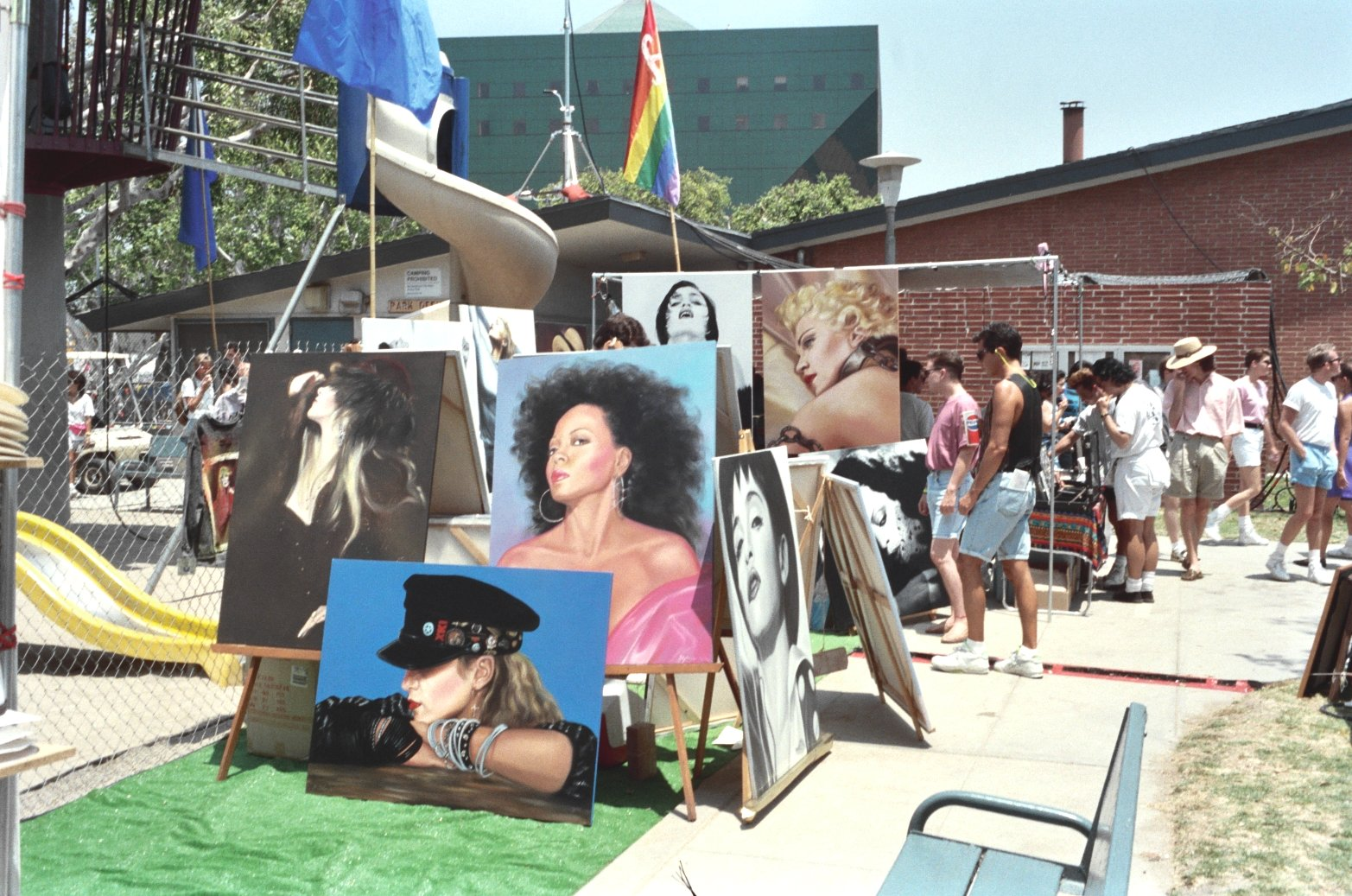
게이 아이콘이 등장하는 로스앤젤레스 프라이드 부스

게이 아이콘(Gay icon)은 많은 레즈비언, 게이, 양성애자, 트랜스젠더 (LGBT) 공동체에서 지지를 받는 사람이다. 영어권에는 레즈비언을 뜻하는 "dyke"와 "icon"의 합성어인 Dykon이라는 말도 쓰이고 있으며, 이 단어의 경우, 최근에 와서는 특히 레즈비언이 아이콘으로 생각하는 인물을 뜻하게 되었다.
게이 아이콘이 되는 인물의 성질에는 글래머, 화려함, 역경을 이겨내는 정신력, 표현의 양성성 등을 포함하는 경우가 흔하다. 이러한 아이콘은 어떠한 성적 지향이나 젠더도 될 수 있으며, 드러내거나 드러내지 않을 수도 있다. 대부분의 게이 아이콘이 성소수자 사회 운동에 지지를 보내지만, 일부는 주목 받는 "동성애 의제"에 대한 반대 의견을 밝히며 부정적인 입장을 표하기도 한다.
역사에 남은 게이 아이콘들은 그들의 성적 지향이 역사가 사이에서 커다란 논쟁 주제로 남기에 그 중요도가 높은 것이 전형적이다. 현대의 게이 아이콘은 대개 여성 연예인으로, 주로 직업 경력을 쌓는 과정에서 성소수자 공동체에게 많은 지지를 받게 되는 것이 일반적이다. 게이 아이콘은 대개 두 분류 중 하나에 속하는데, 한 쪽은 비극적인 인물로, 그 일부는 자신의 신념으로 인해 순교자가 되기도 하며, 다른 한 쪽은 주목을 끄는 대중 문화 아이돌이다.

## 역사의 예
기독교도이자 순교자인 성 세바스티아누스는 최초의 게이 아이콘으로 인식되는 인물로, 강인하고 셔츠를 입지 않은 체격, 살을 관통한 상징적인 화살, 고통에 가득 찬 모습이 어우러져 수 세기 동안 동성애자와 이성애자 예술가 모두에게 강한 흥미를 불러일으켰고, 19세기에 이르러 첫 번째로 분명한 게이 컬트가 되었다. 저널리스트 리처드 A. 케이는 다음과 같이 적었다. "당대의 동성애자 남성들은 세타스티아누스를 동성애적 욕망(동성애의 이상)의 강렬한 알림이자 극심한 고문에 시달리는 클로짓의 원형적 초상이라고 보아왔다."
성 세바스티아누스가 게이 아이콘이 되면서, 테네시 윌리엄스는 자신의 연극 《지난 여름 갑자기》에 순교자로 등장하는 인물의 이름을 세바스찬으로 정하였다. 또한, 오스카 와일드는 감옥에서 출감하여 국외로 추방된 후 세바스찬 멜모스라는 이름을 사용하였다. 잉글랜드의 작가이자 시인인 와일드는 19세기 후반, 그 시대에 커밍아웃에 가까운 행적을 보이면서 그 또한 게이 아이콘이 되었다.
마리 앙투아네트는 초기의 레즈비언 아이콘이었다. 그녀의 여성 관계에 대한 소문은 프랑스 혁명 이전의 반왕정주의자 소책자에 외설적인 세부 사항이 실리며 유포되었다. 빅토리아 영국의 앙시엥 레짐을 지지하던 전기 작가들은 이 소문이 사실이 아니라는 주장을 밝혔으나, 이와 동시에 마리 앙투아네트와 랑발 공작 부인의 자매 사이와도 같은 우정을 과장되게 해석하여, 1858년 전기에는 "신께서 죽음까지 함께 하도록 한 귀하고 위대한 사랑" 중 하나라고도 표현했다. 19세기 말에 이르러 앙투아네트는 사피즘의 아이콘이 되었는데, 그녀의 처형을 비극적인 순교로 보는 시각이 그 매력을 더한 것으로 보고 있다.
앙투아네트에 대한 언급은 초기 20세기 레즈비언 문학에서도 나타나는데, 이 중에는 레드클리프 홀의 《고독의 우물》이 잘 알려져 있다. 동성애자 극작가 조너선 브로켓은 마리 앙투아네트와 랑발을 "허위와 가식에 죽도록 싫증이 난 불쌍한 영혼"이라고 묘사하였다. 또한, 앙투아네트는 게이 아이콘으로서도 어필하였는데, 그녀의 이야기에 큰 인상을 받은 장 주네가 1946년 연극 《하녀들》에서 그녀의 처형을 재현하기도 하였다.

## 현대의 예

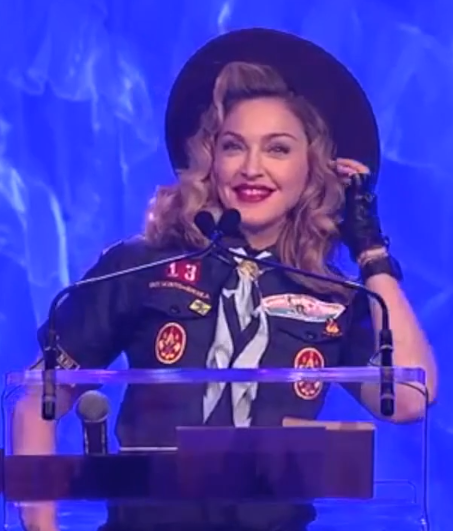
게이 아이콘의 상징 마돈나

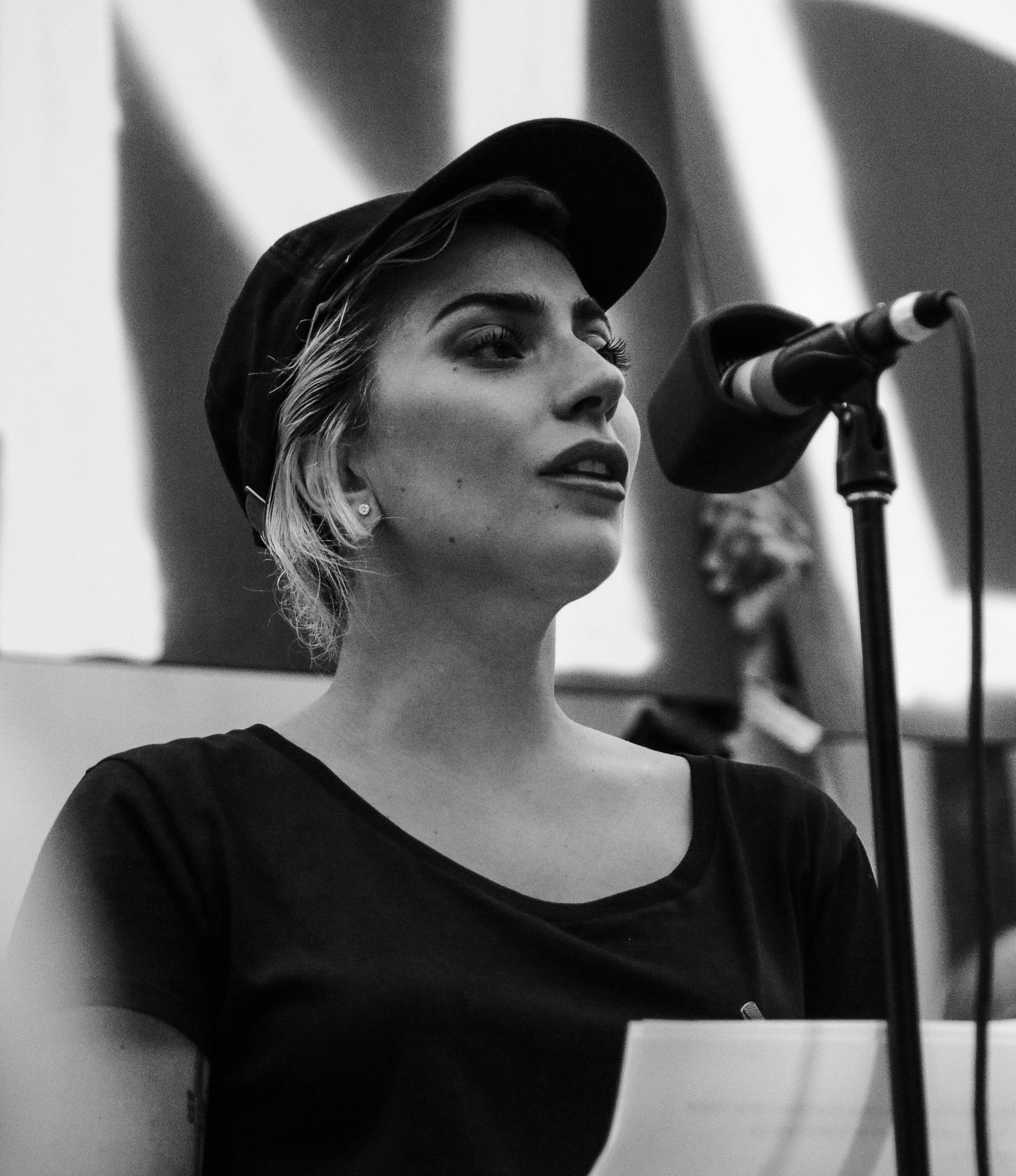
게이 아이콘의 상징 레이디 가가

현대의 게이 아이콘은 연예계의 경우 배우와 음악가가 모두 포함되는데, 강렬하고 특색있는 개성을 가지는 사람이 대부분이며, 젊은 나이나 비극적인 상황에 놓인 채 죽은 사람도 많다. 한 예로, 1950년대에 전성기를 보낸 그리스계 미국인 오페라 가수 마리아 칼라스는 유례 없는 매력으로 주목을 자아내는 무대 공연과 파란만장했던 사생활, 비극적인 사랑, 목소리가 악화되어 무대를 떠난 후 파리에서 쓸쓸하고 갑작스럽게 세상을 떠난 일들이 어우러져 게이 아이콘이 되었다.
레즈비언 아이콘은 영어권에서 "다이크"(dyke)와 "아이콘"(icon)의 합성어인 다이콘(dykon)으로도 부르며, 대개 레즈비언이나 양성애자, 또는 그런 사람이라는 소문이 있는 강인한 여성이 많다. 그러나, 일부 남성 연예인도 레즈비언에게 우상화되기도 한다. 제임스 딘은 1950년대와 그 이후에 부치의 외모와 자아상에 영향을 주면서 말런 브랜도와 함께 초기의 레즈비언 아이콘이 되었다. 한 비평가는 조니 캐시가 "레즈비언과 동일시되는 남자다움에 대한 불안감이나 괴로움"으로 어필한다는 것을 근거로 그가 마이너 레즈비언 아이콘이라고 주장하였다. 공상 과학 소설 작가 포레스트 J. 애커먼은 레즈비언 인권 단체 빌리티스의 딸들의 초기 활동에 도움을 주면서 "명예 레즈비언"이 되었고, 로라진 에르메이네라는 필명으로 레즈비언 테마의 소설을 쓰기도 하였다.
게이 아이콘은 동성애자이거나 이성애자일 수 있으며, 커밍아웃을 하였거나 하지 않을 수도 있으며, 남성이거나 여성일 수도 있다. 주로 드래그 퀸이 연기하는 여성이 게이 아이콘이 되는 것이 흔하다. 한편, 최근에 와서는 "게이 아이콘"의 정의에 대한 본래의 의미를 잃고 있다는 비판이 있으며, 《가디언》의 폴 플린은 "게이 아이콘의 개념은 할인표와 다름이 없으며, 게이 아이콘화의 개념 자체는 강인함과 독특함, 개성있는 외양을 수반하는 능력과 인기의 개념으로 바꾸어 말할 수 있다."고 지적하였다. 작가 마이클 토마스 포드 또한 자신의 소설 《마지막 여름》(Last Summer)를 통해 비슷한 견해를 밝혔다.
"게이 아이콘"이라는 용어는 주로 미국에서 많이 쓰이지만, 다른 문화권에서도 이와 동일한 개념을 찾을 수 있다. 예로 들 수 있는 이탈리아 출신의 이집트 가수 달리다는 자신의 경력동안 파리에서 중동에 이르는 지역권의 동성애자들에게 지지를 받았다. 그녀가 죽은 뒤 몇 년 동안에도 그녀의 우상화는 줄어들지 않았다. 필리핀 동성애자 코미디언 바이스 간다 또한 게이 아이콘으로 받아들여지고 있다.
유럽 국가에서는 네덜란드의 가수 빌레커 알베르티가 게이 아이콘으로 인정을 받는데, 노래의 레퍼토리, 경력의 연륜, 다방면으로 불거지는 동성애자 의제에 대한 옹호 행위가 한데 모인 것이다. 스페인의 배우 카르멘 마우라, 이탈리아 가수 미나, 스코틀랜드 가수 지미 섬머빌리, 독일 싱어송라이터 마리아네 로젠베르크, 영국 가수 더스티 스프링필드 또한 게이 아이콘으로 인정 받는다. 프랑스 연예인 미렌느 파머, 우크라이나 보이 밴드 카자키, 튀르키예 가수 아즈다 페칸, 이탈리아 배우 이사벨라 로셀리니도 게이 아이콘으로 일컬어진다.
라틴 아메리카에서도 게이 아이콘으로 유명한 사람이 있는데, 1980년대 유행했던 스페인 팝 밴드 알라사카 이 디나라마가 한 예이다. 2002년에 탈리아가 리메이크한 이 밴드의 싱글 "¿A quién le importa?" ("알게 뭐야?")는 스페인어 LGBT 공동체의 게이 앤섬이 되었다. 가수 글로리아 트레이는 "Todos Me Miran" ("그들 모두 나를 본다")를 발매하면서 게이 아이콘이 되는데, 이 싱글은 사회에서 거부 당하는 동성애자 남성이 드래그 퀸이 되는 내용을 다루고 있지만, 논란이 많고 파워풀한 가수라는 점 때문에 데뷔 초부터 멕시코의 게이와 레즈비언 공동체에게 인기를 끌어오기도 했다. 멕시코의 가수이자 배우인 파울리나 루비오는 동성 결혼에 대한 지지와 게이 아이콘 마돈나와 섹스를 하고 싶다는 공개 발언으로 화제와 지지를 얻으며 라틴 아메리카의 게이 아이콘이 되었다. 이 밖에도 라틴 아메리카의 게이 아이콘으로 알래스카, 샤키라, 발레리아 린치, 리키 마틴, 엔리케 이글레시아스, 배우 미르타 리그랜드, 수사나 히메네스, 모리아 카산이 있다.
대한민국의 대표적인 게이 아이콘으로는 엄정화가 있으며, 돋보이는 성적 매력과 불가능한 사랑을 주제로 한 노래(〈하늘만 허락한 사랑〉, 〈Poison〉)로 게이 공동체의 지지를 받았다.